# 1908年ロンドンオリンピックのギリシャ選手団
1908年ロンドンオリンピックのギリシャ選手団（1908ねんロンドンオリンピックのギリシャせんしゅだん）は、1908年4月27日から10月31日にかけてイギリスの首都ロンドンで開催された1908年ロンドンオリンピックのギリシャ選手団、およびその競技結果。

## 概要
今大会は銀メダル3個、銅メダル1個の合計4個のメダルを獲得した。

## メダル
| メダル | 選手名                               | 競技 | 種目             |
| ------ | ------------------------------------ | ---- | ---------------- |
| 銀     | コンスタンティノス・ツィクリティラス | 陸上 | 男子立幅跳       |
| 銀     | コンスタンティノス・ツィクリティラス | 陸上 | 男子立高跳       |
| 銀     | ミハリス・ドリザス                   | 陸上 | 男子やり投自由形 |